# Anopheles oiketorakras
Anopheles oiketorakras este o specie de țânțari din genul Anopheles, descrisă de Osorno-mesa în anul 1947.
Este endemică în Columbia. Conform Catalogue of Life specia Anopheles oiketorakras nu are subspecii cunoscute.